# کوسه سرچکشی نرم
کوسه سرچکشی نرم (نام علمی: Sphyrna zygaena) نام یک گونه از تیره کوسه سرچکشی است.